# Myrina dermaptera
The Lesser Fig-tree Blue or Scarce Fig-tree Blue (Myrina dermaptera) là một loài bướm ngày thuộc họ Bướm xanh. Nó được tìm thấy ở sub-Saharan Africa, nam Arabia và bắc Oman.
Sải cánh dài 26–32 mm đối với con đực và 30–38 mm đối với con cái. Adults are on quanh năm with strong peaks in tháng 11 và từ tháng 4 đến tháng 6.
Ấu trùng ăn Ficus species, bao gồm Ficus sur, Ficus thonningii và Ficus natalensis.

## Phụ loài
- Myrina dermaptera dermaptera (East Cape to KwaZulu-Natal và Mpumalanga và Limpopo Province, nam Mozambique)
- Myrina dermaptera nyassae Talbot, 1935 (Zimbabwe, Malawi, đông Tanzania to Kenya (Nairobi))

## Hình ảnh

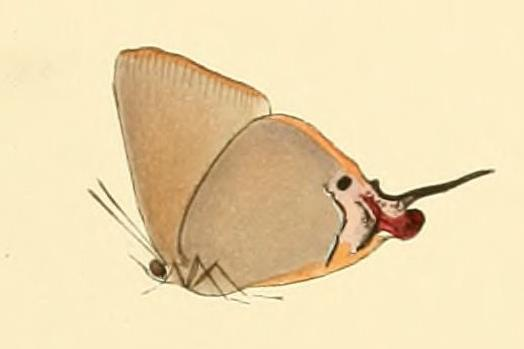
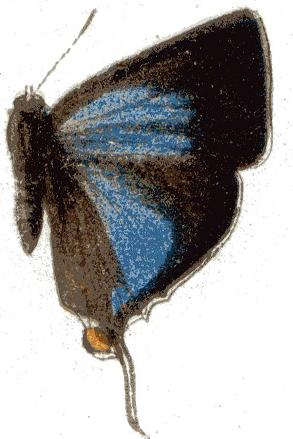
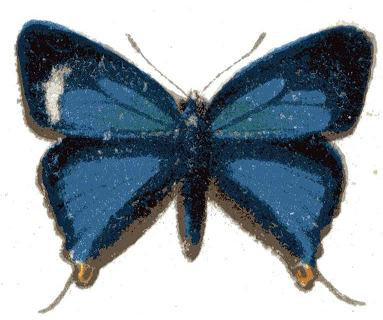
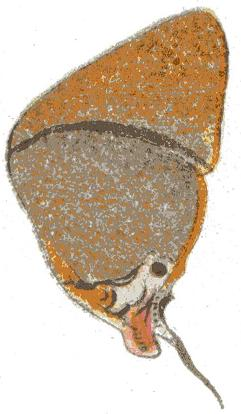